# Zonguldak
Zonguldak est une ville de Turquie, préfecture de la province du même nom, située sur la côte de la mer Noire.
Elle est connue pour son charbon, la plage d’Ereğli, et le village de Beycuma.
Elle a aussi donné son nom au « bassin minier de Zonguldak ».

## Géographie

### Climat
Le climat de transition entre le climat océanique et le climat subtropical humide qui règne sur les côtes méridionales et orientales de la mer Noire est typiquement pontique. Les précipitations sont abondantes tout au long de l'année, notamment en hiver et à l'automne. Les températures maximales moyennes sont de 26,2 °C en août et de 9,2 °C en janvier. Les chutes de neige sont fréquentes en hiver, mais l'enneigement est limité par des températures généralement douces. La température de la mer varie quant à elle entre 8 °C et 20 °C.
| Mois                                  | jan.        | fév.         | mars         | avril        | mai          | juin         | jui.         | août         | sep.         | oct.        | nov.         | déc.         | année          |
| ------------------------------------- | ----------- | ------------ | ------------ | ------------ | ------------ | ------------ | ------------ | ------------ | ------------ | ----------- | ------------ | ------------ | -------------- |
| Température minimale moyenne (°C)     | 3,8         | 3,6          | 5,2          | 8,3          | 12,6         | 16,5         | 18,8         | 19,2         | 16,1         | 12,8        | 8,9          | 5,7          | 11             |
| Température moyenne (°C)              | 6,3         | 6,4          | 8,1          | 11,5         | 15,7         | 19,9         | 22,4         | 22,7         | 19,5         | 15,7        | 11,7         | 8,3          | 14             |
| Température maximale moyenne (°C)     | 9,2         | 9,7          | 11,7         | 15,2         | 19,3         | 23,5         | 25,8         | 26,2         | 23,2         | 19,2        | 15,2         | 11,5         | 17,5           |
| Record de froid (°C) date du record   | −7,7 5/1942 | −8 4/1950    | −6,4 7/1987  | −2,1 5/2004  | 3 3/1940     | 8,8 3/1990   | 11,2 15/1993 | 10 28/1944   | 5,9 30/1970  | 1,8 29/2003 | −3,2 28/1953 | −7,4 31/1941 | −8 4/2/1950    |
| Record de chaleur (°C) date du record | 24,1 1/2010 | 26,7 20/2010 | 31,7 29/1940 | 33,6 22/2008 | 36,7 27/1945 | 40,5 22/1942 | 39,5 13/2000 | 39,8 21/1945 | 36,2 12/2017 | 35,9 6/2003 | 29,9 14/2004 | 28,1 2/2010  | 40,5 22/6/1942 |
| Ensoleillement (h)                    | 62          | 73,5         | 108,5        | 153          | 195,3        | 243          | 275,9        | 257,3        | 189          | 130,2       | 90           | 65,1         | 1 842,8        |
| Précipitations (mm)                   | 127,7       | 93,9         | 96,4         | 57,1         | 59,5         | 83           | 69,7         | 81,6         | 125,9        | 147,5       | 134,5        | 161,8        | 1 238,6        |
| Nombre de jours avec précipitations   | 18,13       | 15,93        | 15,6         | 12,73        | 11,37        | 9,33         | 7,17         | 7,03         | 10,17        | 12,8        | 13,6         | 18,3         | 152,2          |

| Diagramme climatique                                  |            |             |             |              |            |              |              |               |               |              |              |
| J                                                     | F          | M           | A           | M            | J          | J            | A            | S             | O             | N            | D            |
| 9,23,8127,7                                           | 9,73,693,9 | 11,75,296,4 | 15,28,357,1 | 19,312,659,5 | 23,516,583 | 25,818,869,7 | 26,219,281,6 | 23,216,1125,9 | 19,212,8147,5 | 15,28,9134,5 | 11,55,7161,8 |
| Moyennes : • Temp. maxi et mini °C • Précipitation mm |            |             |             |              |            |              |              |               |               |              |              |

## Histoire
- Héraclée du Pont[2], Ereğli, fut fondée au VIe siècle avant notre ère par les Mariandyniens, successeurs des Phrygiens. L'important quai commercial (emporion) tient son nom du célèbre héros mythique Hercules (Heracles). La ville a conservé son importance pendant les périodes des empires romain, byzantin, seldjoukide et ottoman. Les ruines historiques importantes dans la région comprennent les ruines de la vallée de l'Acheron, où se trouvent les cavernes de 《Cehennem Ağzı》, ainsi que les ruines hellénistiques, romaines, byzantines et ottomanes, le château d'Ereğli, le palais d'Héraklès, la tour du phare de Çeştepe, les citernes d'eau byzantines, le mausolée de Krispos, l'Église byzantine et le manoir Halil Paşa.
- Province romaine de Bithynie et Pont
- Empire de Nicée (1204-1261)

Le nom actuel viendrait de la présence française d'exploitation des mines : zone de Güldag, sommet proche.

## Politique

### Liste des maires
- Zeki Çakan (1984-1989)
- Zeki Çakan (1994-1995)